# Westermannia agrapha
Westermannia agrapha är en fjärilsart som beskrevs av George Francis Hampson 1905. Westermannia agrapha ingår i släktet Westermannia och familjen trågspinnare. Inga underarter finns listade i Catalogue of Life.